# جعة

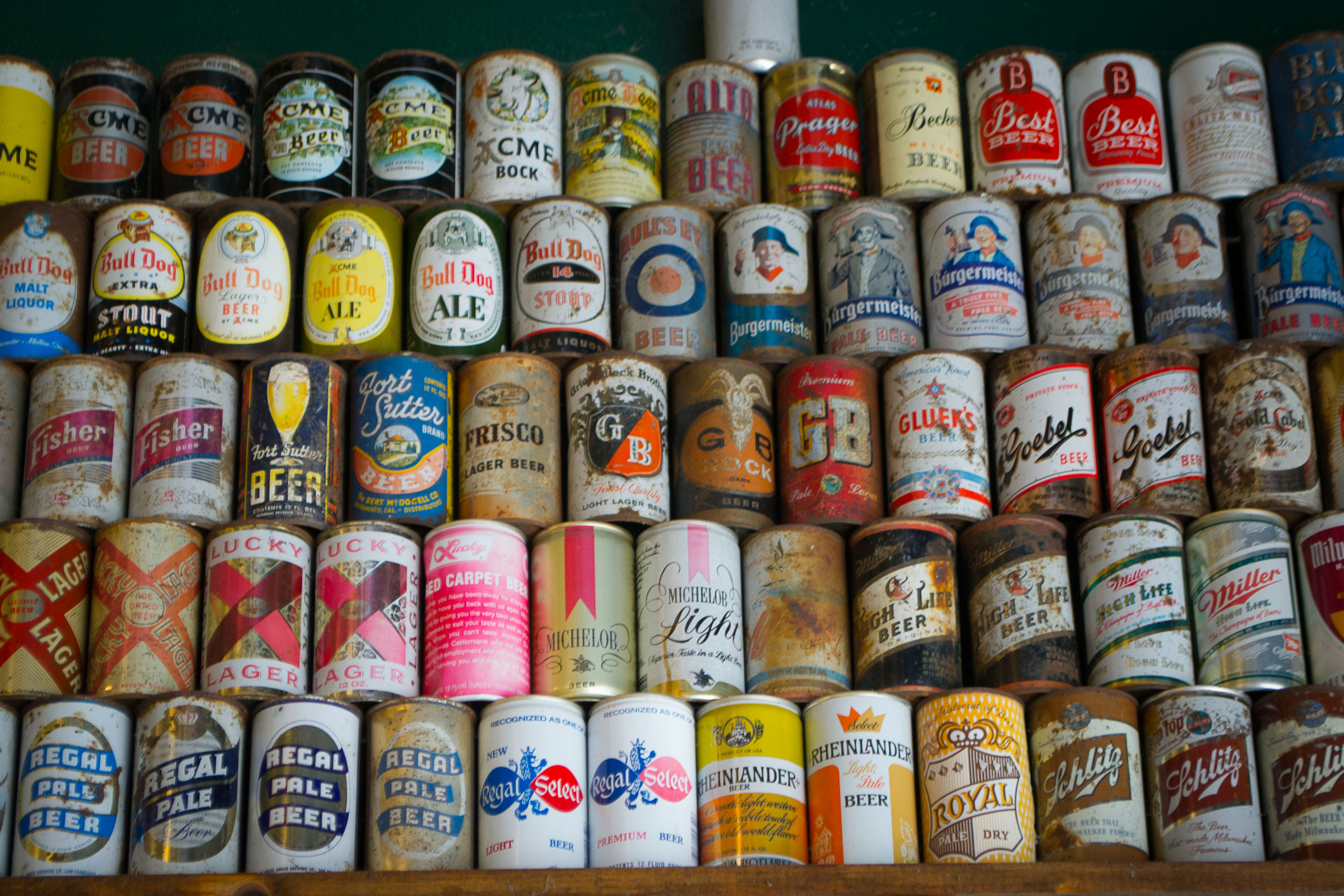
أنواع مختلفة من الجِعَة.

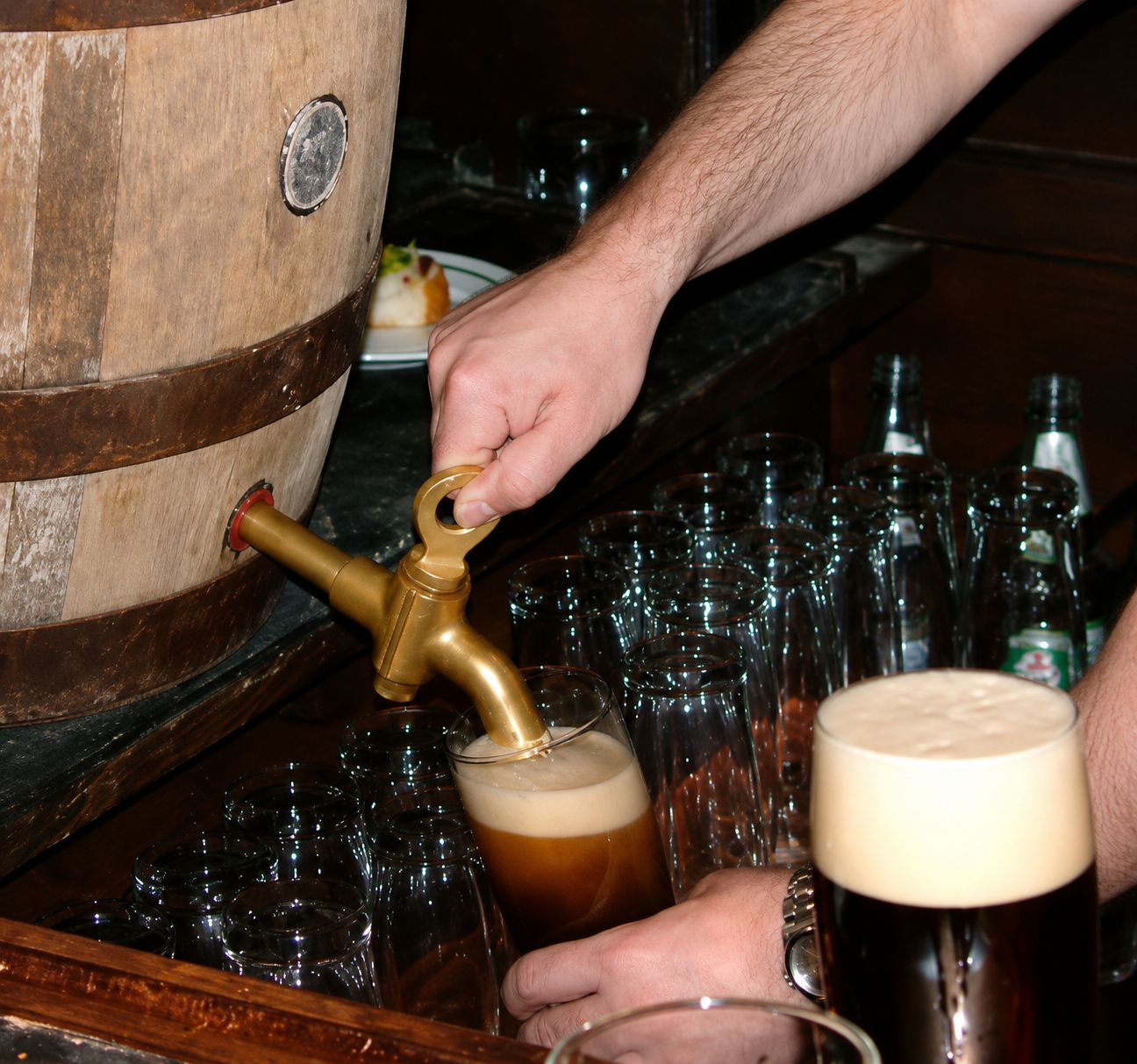
جعة تُصَبُّ من برميل (ألمانيا، 2003)

الجِعَة أو البيرة كما يعرف بالاسم الأقل شيوعا الفُقَّاعُ هو مشروب كحولي يُصنَع بحلمهة النشا وتخمير السُّكَّر الناتج عن العمليَّة. عادةً ما يُصنَع النشا وإنزيمات الحلمهة المستعملة في صناعة الجعة من حبوبٍ ممزوجة بالملت، ومن أهم أنواع الحبوب المستعملة لهذا الغرض القمح. تُنكَّه معظم أنواع الجعة بعد صناعتها بأزهار نبات الجنجل، حيث تضيف للمشروب طعماً مُرَّاً وتؤدِّي عمل المادة الحافظة، ويُمكن أن تستعمل عوضاً عنها منكهات أخرى من أعشابٍ أو ثمار فاكهة. تُخَمّر الجعة بعد ذلك لإكسابها كربنةً طبيعيَّة، لتكتمل عمليَّة صناعة الجعة.
الجعة هي المشروب الكحولي الأكثر شعبيَّة على مستوى العالم، وثالث أكثر مشروبٍ يُستَهلك على الأرض بعد الماء والشاي. يعتقد بعض الباحثين كذلك أنَّها أول مشروب مُخمَّر صنع في التاريخ. إذ تتحدَّث بعض الكتابات الأولى المعروفة في تاريخ البشرية عن صناعة الجعة، مثل شريعة حمورابي التي نَصَّت على قوانين تُنظِّم بيع الجعة، وتراتيل نِنكاسي آلهة الجعة عند الحضارة السومرية (وهي نوعٌ من الصَّلوات التي احتوت إرشاداتٍ على كيفيَّة صناعة الجعة). أصبحت صناعة الجعة الآن تجارةً عالمية، تعمل فيها العديد من الشركات متعددة الجنسيات إضافةً إلى آلاف مؤسَّسات الإنتاج الصغيرة التي تتراوح من الحانات إلى المصانع الضَّخمة.
عادةً ما تتراوح نسبة الكحول في الجعة من 4 إلى 6%، لكنَّها قد تنخفض في بعض الأنواع إلى 0.5% أو ترتفع إلى 20%، كما وتنتج مصانع قليلةٌ أنواعاً من الجعة تصل نسبة الكحول فيها إلى 40%.
تُشكَّل الجعة جزءاً حيوياً للعديد من الثقافات حول العالم وترتبط بمجموعة من التقاليد الاجتماعية على غرار مهرجانات الجعة ويعد مهرجان أوكتوبرفست البافاري بألمانيا أضخمها على مستوى العالم، كما تُمثّل الجعة جزءاً لا يتجزء من ثقافة الحانات وما يصاحبها من نشاطات تقليدية مثل التجوال بين عدة حانات في ليلة واحدة (بالإنجليزية: Pub crawl)‏ ومختلف ألعاب الحانات.

## التاريخ

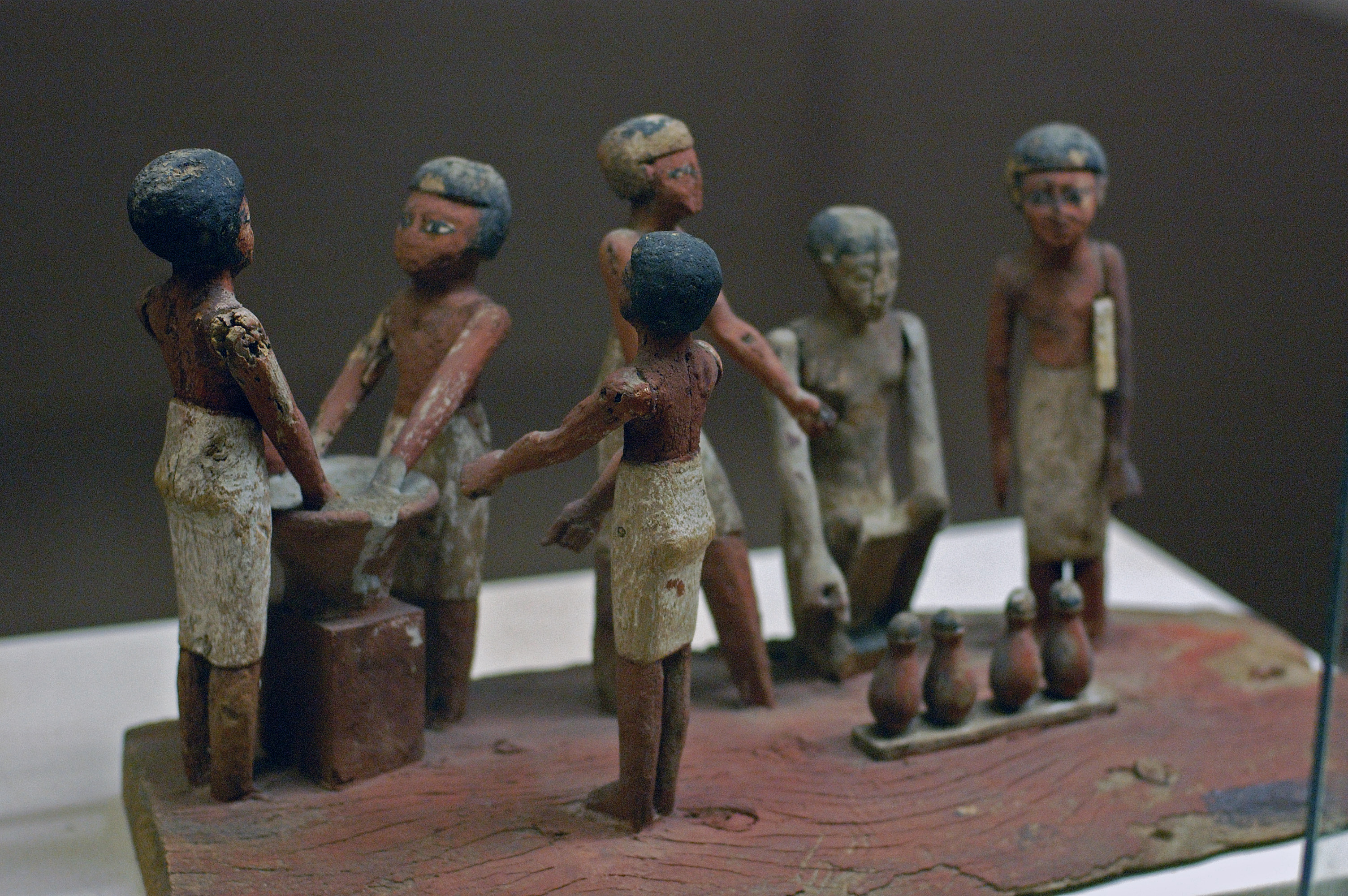
نموذج خشبي مصري لصناعة البيرة في مصر القديمة.

الجِعَة هي واحدة من أقدم المشروبات المصنعة في العالم، إذ قد يعود تاريخ تصنيعها إلى العصر النيوليثي المبكر (نحو 9500 عام قبل الميلاد)، عندما أنبت البشر القمح للمرَّة الأولى في تاريخ الزراعة، وقد تم ذكرها في السِّجلات التاريخية بمصر القديمة وبلاد الرافدين. وقد ربط المؤرخون بين اختراع الجِعَة وتطور المدنية.
أقدم دليلٍ كيميائيٍّ معروف على صُنع الجعة من الشعير يعود إلى وقتٍ بين سنتي 3100 و3500 قبل الميلاد في موقعٍ يُدعَى غودِن تيب بجبال زاغروس غربي إيران. تشير بعض أقدم كتابات السومريِّين إلى الجعة، منها على سبيل المثال صلاةٌ كانت تُؤدَّى إلى الآلهة ننكاسي العروفة باسم «تراتيل ننكاسي»، حيث عملت هذه التراتيل عمل طقسٍ ديني من جهة أولى، ومن جهة ثانية كانت وسيلة لنقل طريقة إعداد الجعة للأجيال القادمة التي لم تكن تتقن القراءة أو الكتابة. كما وأن المثل القديم املا بطنك، وسيُصبح الليل والنهار بهيجين من ملحمة جلجامش قد يكون أشار (ولو جزئياً على الأقل) إلى استهلاك الجعة. تظهر نصوص إبلا (المكتشفة سنة 1974 في مدينة إبلا شمال سوريا) إلى أنَّ الجعة صنعت في المدينة منذ عام 2500 ق م. كان يُصنَع مشروب مُخمَّر مُكوَّن من الأرز والفواكه في الصين منذ نحو عام 7000 ق م، وعلى عكس حال مشروب السيك، كان يُصنَع هذا الشراب بالعَجن أو الحلمهة عوضاً عن مزجه بالعفن.
يُمكن لأي مادة تحتوي السكر تقريباً أن تخضع لتخمير كحولي. لذلك فعلى الأرجع أن العديد من الحضارات اكتشفت كيفية صناعة الجعة بنفسها، بمجرَّد ملاحظة إمكانية صناعة سائل حلوٍ من النشا. ساعد انتشار الجعة والخبز على تحسين الرخاء الاقتصادي لسكان العديد من البلاد القديمة، بل وساهمت في إعطاء مجالٍ لتطور التكنولوجيا وتقدم الحضارات.

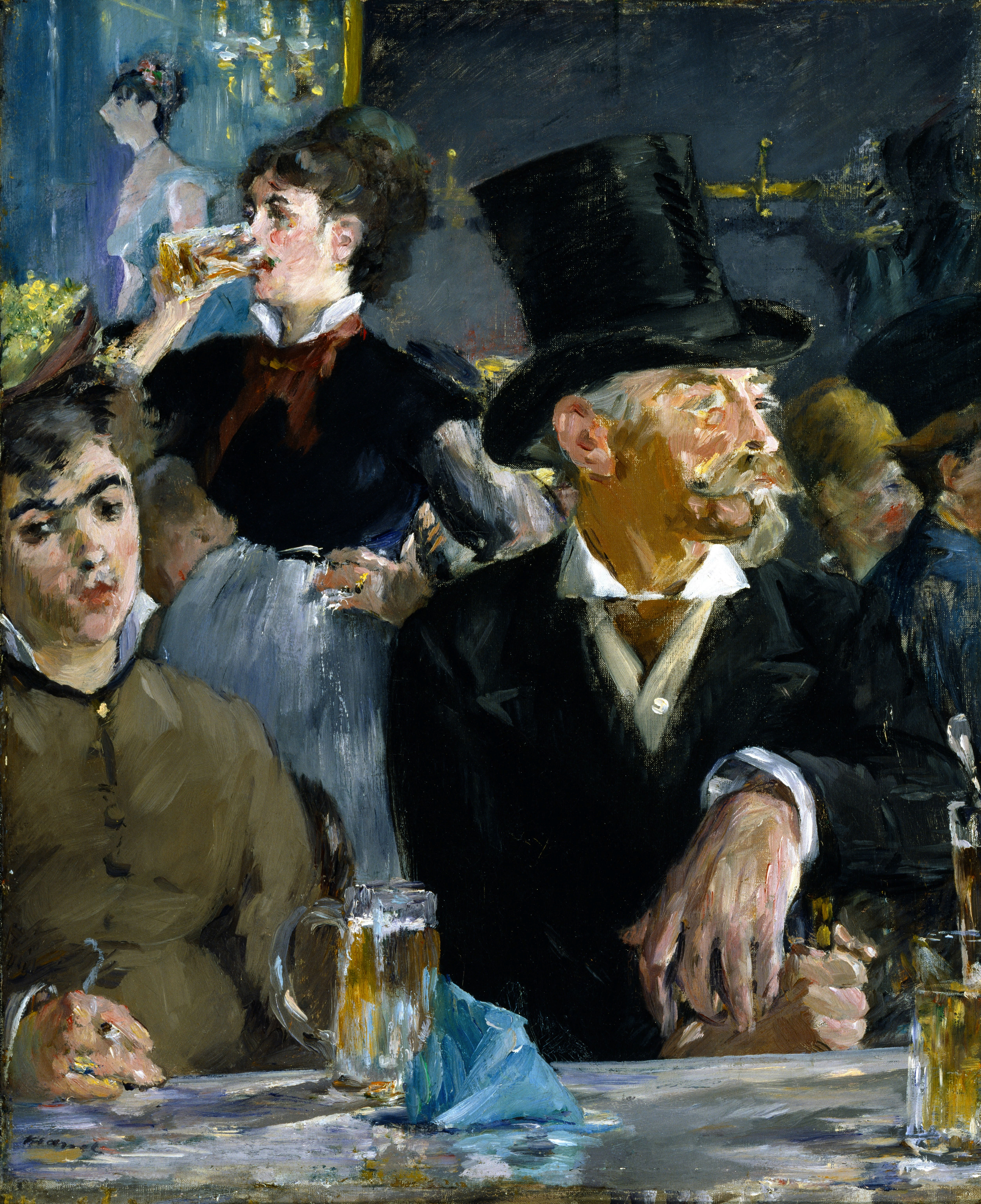
لوحة "في المقهى" بريشة إدوارد مانيه.

انتشرت الجعة في قارة أوروبا بين القبائل الجرمانية والسلتية منذ نحو عام 3000 ق م، إلا أنَّها كانت تصنع لتكفي احتياجات مناطق جغرافية صغيرة فحسب. بحقيقة الأمر، كان الشراب الذي صنعه الأوروبيون القدماء آنذاك مختلفاً عن الجعة الحديثة بحيث أنَّ مُعظم الناس لن يكونوا قادرين على إدراك ماهيته الآن. صنعت الجعة في ذلك الحين من النشا بالأساس، لكن أضيفت عليها مكوِّنات عديدة منها الفواكه والعسل وأنواع مختلفة من النباتات والبهارات والمواد الأخرى، مثل أعشاب ناركوتي. لكنَّها لم تحتوي أزهار الجنجل، إذ إنَّ هذه الإضافة ظهرت في وقت لاحق، فلم تظهر في أيِّ سجلات تاريخية حتى سنة 822 في كتاب لقديس كارولينجي ومرة أخرى سنة 1067 في كتاب للقديسة هايدغارد بنجين.
في عام 1516، سنَّ وليام السادس دوق بافاريا قانون طهارة الجعة، وهو (على ما يحتمل) أقدم قانون لتنظيم نوعيَّة الأغذية لا زال ساريَ الاستعمال حتى الزمن الحاضر، ووفقاً له فإنَّ المكونات الوحيدة المسموح باستعمالها لصناعة الجعة هي الماء وزهرة الجنجل والملت. كانت مُعظم أنواع الجعة قبل الثورة الصناعية تصنع على نطاقٍ محلي، لكن بحلول القرن السابع الميلادي أصبحت الجعة تنتج وتُبَاع في الأديرة الأوروبية. وأما خلال الثورة الصناعية فقد انتقلت صناعة الجعة من كونها مهنة حِرْفيَّة إلى واحدة صناعيَّة، ولم تعد الصناعة المحلية ذات أهميَّة عند نهاية القرن التاسع عشر. تغيَّر وجه الصناعة قليلاً عند اختراع المكثفات ومقاييس الحرارة، حيث أصبحت لدى الصانع قدرة أعلى على التحكُّم بعملية التخمير، ومعرفة أكثر دقة بالنتائج التي سيحصل عليها.
أصبحت صناعة الجعة الآن تجارةً عالميَّة، تسيطر عليها العديد من الشركات متعدِّدة الجنسيات وآلاف مؤسَّسات الإنتاج الصغيرة المتراوحة من المصانع الإقليمية إلى الحانات الصَّغيرة. في عام 2006، بيع أكثر من 113 مليار لترٍ من الجعة (35 مليار غالون) حول العالم لتجلب عائداتٍ تعادل 294.5 مليار دولار. وصل استهلاك الصين وحدها من الجعة في عام 2010 إلى 45 مليار لتر، أي ما يعادل ضعف استهلاك الولايات المتحدة تقريباً.

## صناعة الجعة

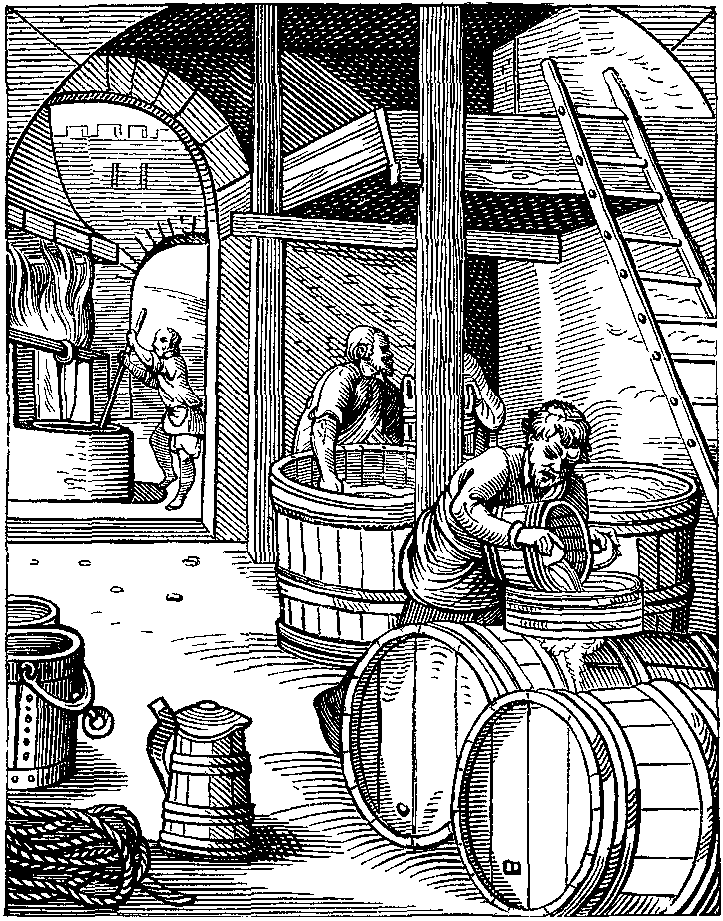
محل صناعة جعة في القرن السادس عشر.

كانت تصنع الجعة خلال معظم فترات التاريخ منزلياً، ولا زالت تُسمَّى صناعتها على المستويات الصغيرة للأغراض غير التجارية «صناعة منزلية»، سواء أكانت تعد في منازل خاصَّة أم لا. تخضع صناعة الجعة للتشريعات القانونية والضرائب في الدول النامية، وبالحقيقة لم تعد تسمح معظم هذه الدول منذ القرن التاسع عشر بصناعة الجعة إلا لأغراض تجارية. مع ذلك، بدأت بعض البلدان المتقدمة منذ منتصف القرن العشرين بتخفيف التشريعات التي تقيد صناعة الجعة الفردية، إذ بدأت بذلك المملكة المتحدة سنة 1963 ثم الولايات المتحدة سنة 1972 وأستراليا سنة 1978، ممَّا جعل صناعة الجعة المنزلية تنتشر كهواية للعديد من الناس.
الهدف الأساسي من عملية صناعة الجعة هو تحويل النشا إلى سائلٍ غني بالسكريات يُسمَّى الوُورت، ومن ثم تحويل هذا السائل إلى مشروب كحولي هو الجعة عبر عملية تخميرٍ تساهم بها الخميرة.

## المكونات

### بعض الحبوب المستعملة في صناعة الجعة

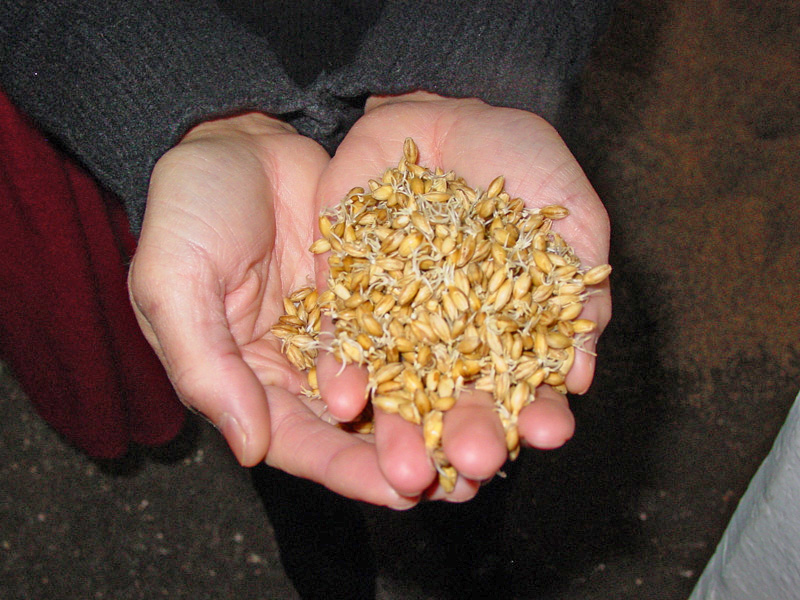
ملت الشعير قبل التجفيف
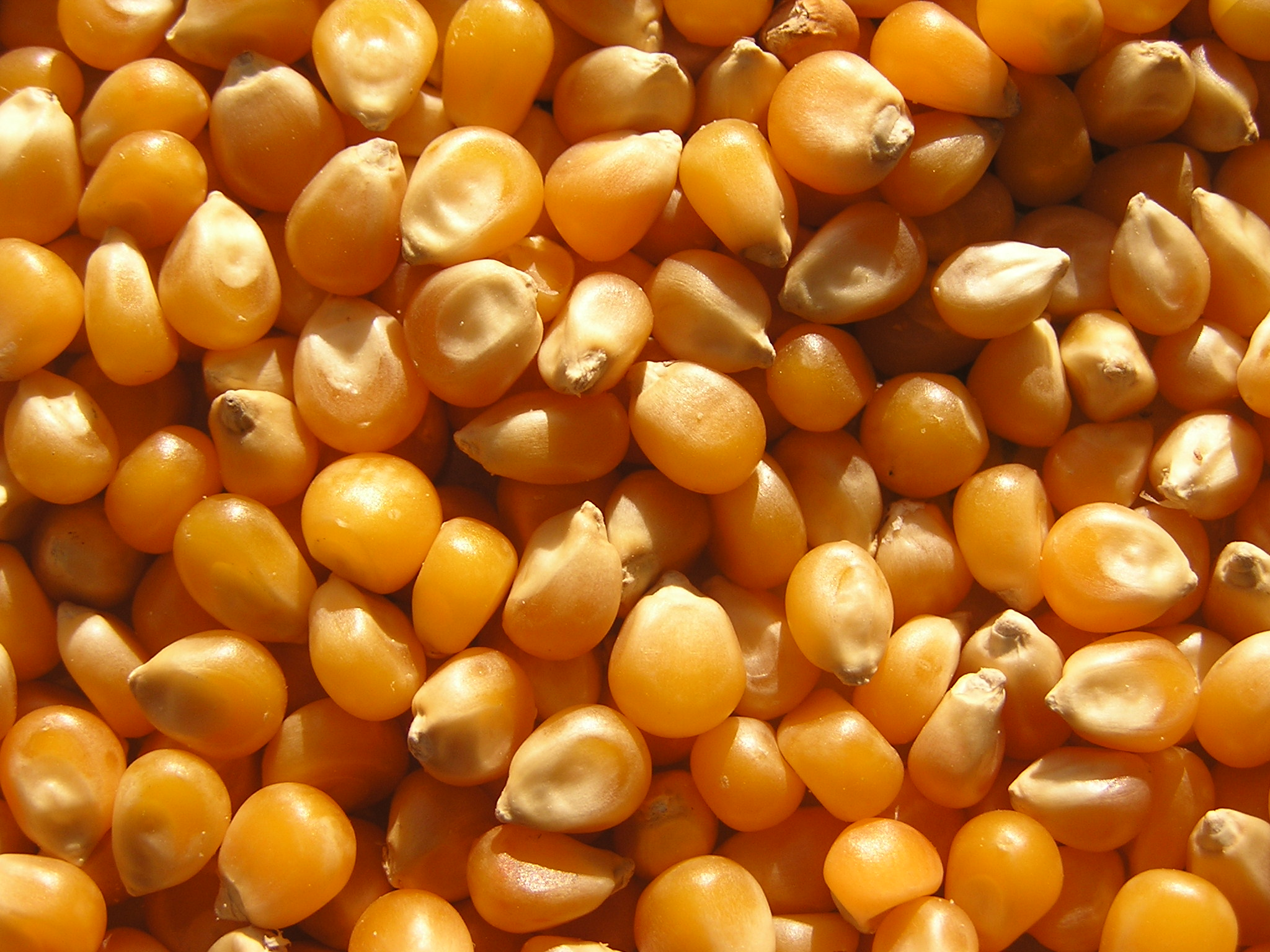
حبات الذرة grains
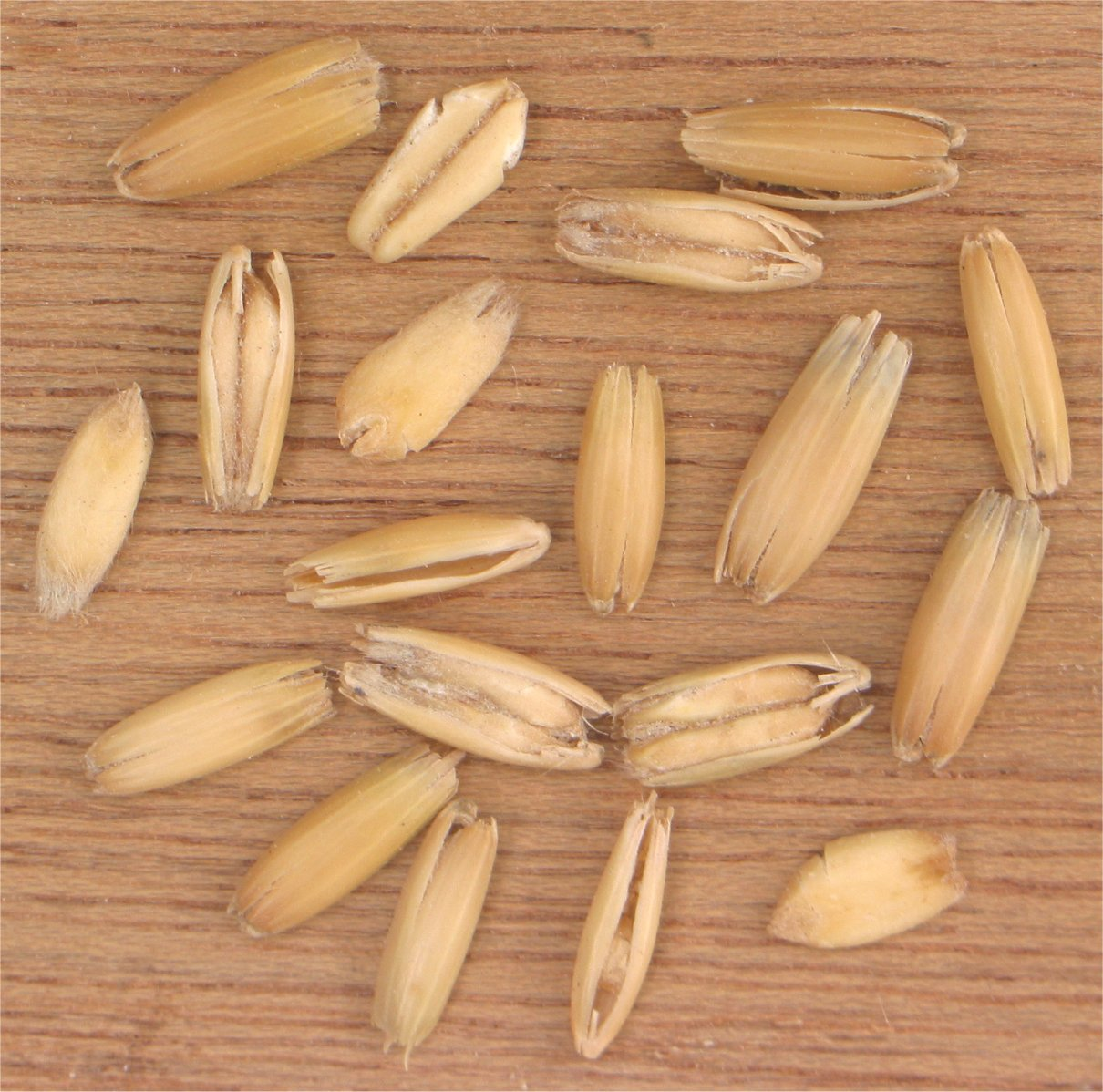
شوفان
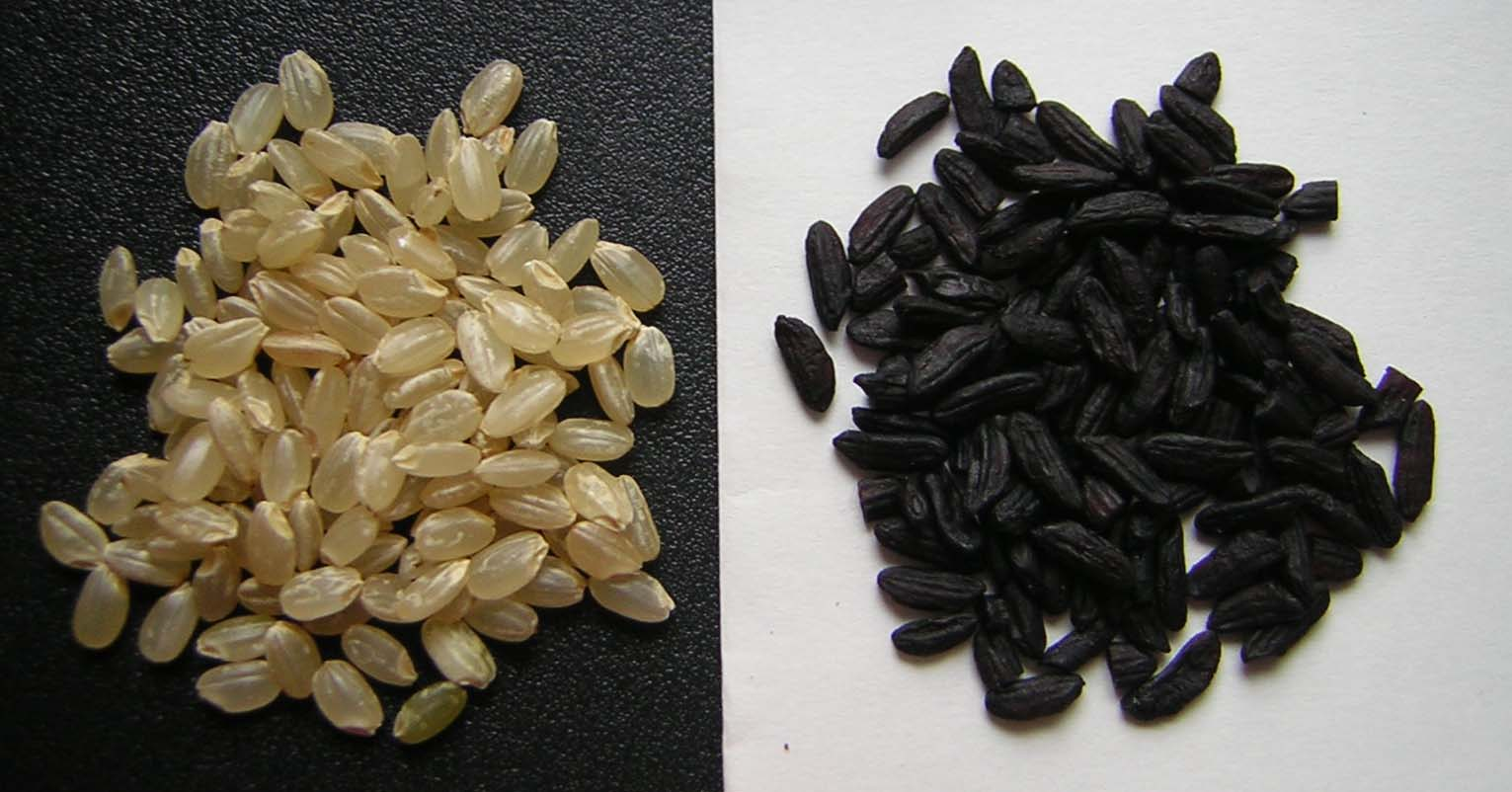
ارز
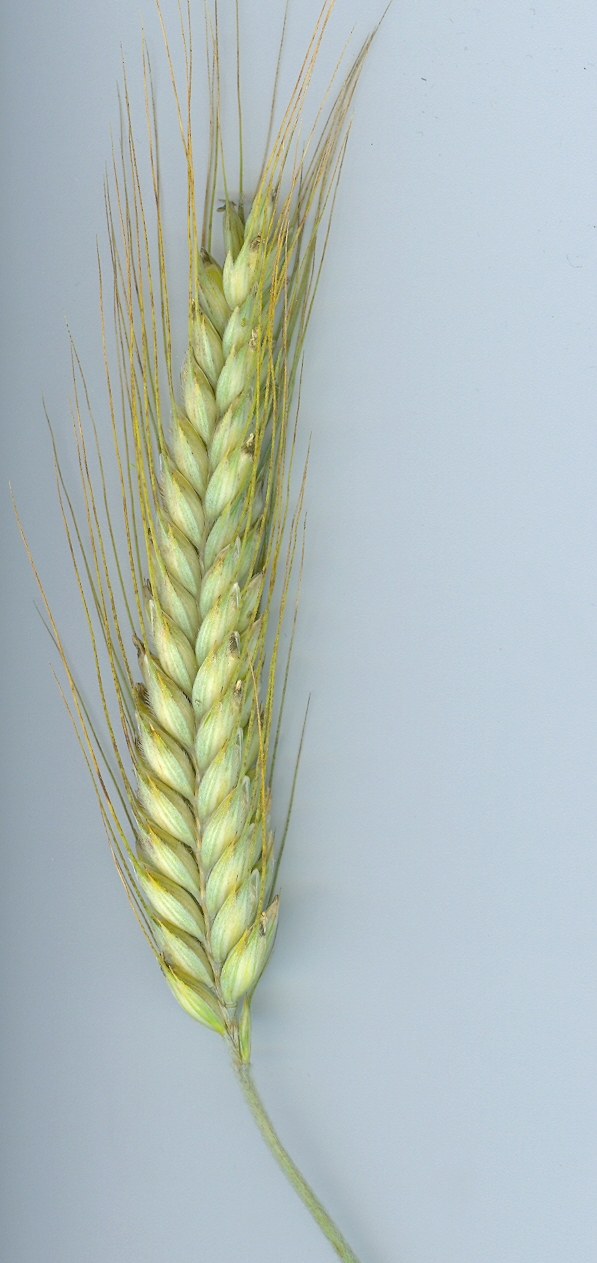
الشيلم او الزوؤان(بالمصرية)
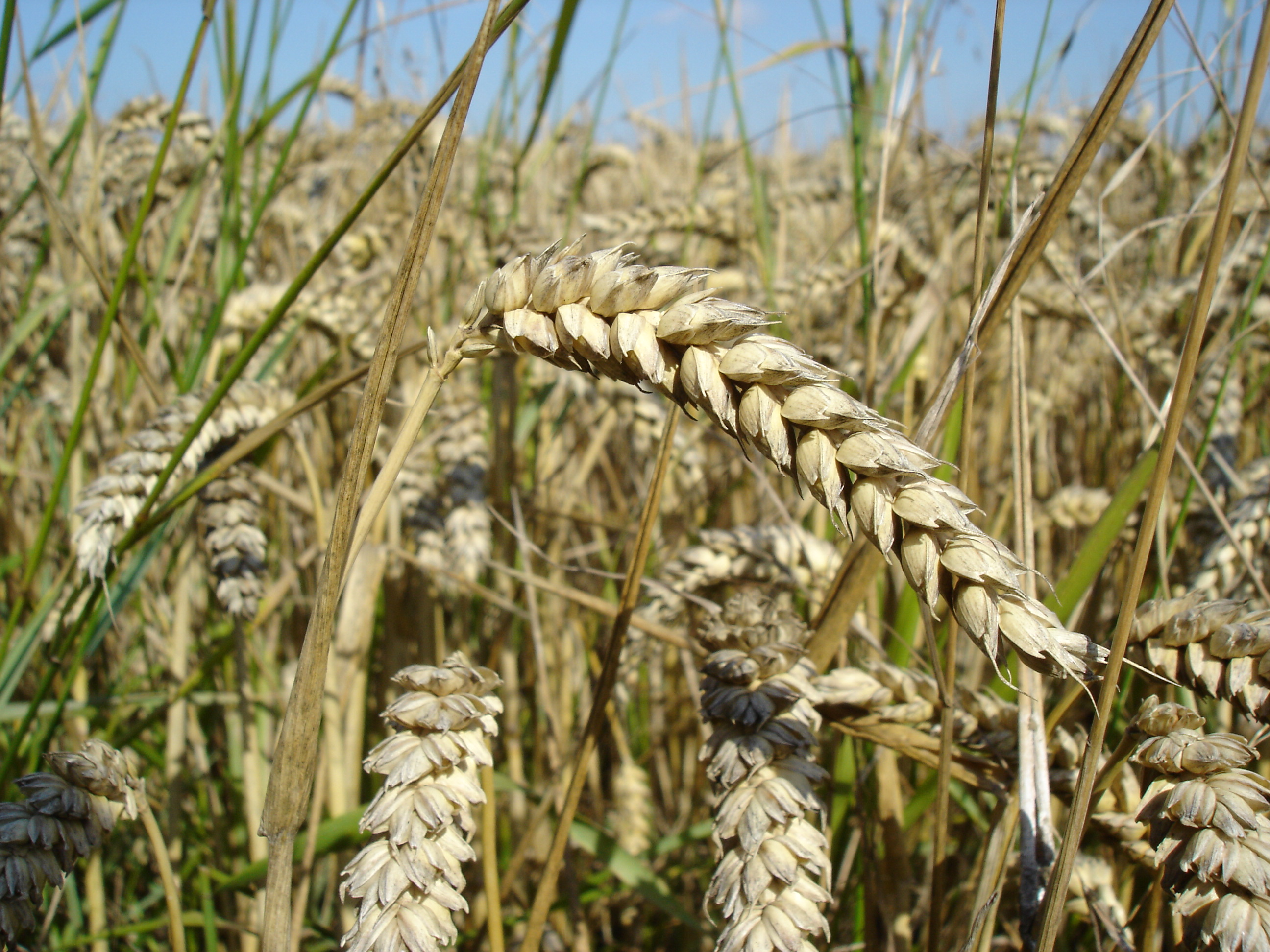
القمح

تتكون الجِـعَة عادة من ماء، مصدر لمادة النشا عادة ما يستعمل ملت الشعير بحيث تكون قابل للتخمر والتحول إلى كحول، خميرة البيرة للقيام بعملية التخمير بالإضافة إلى المنكهات.

### الماء
تتكون الجِـعَة أساسًا من الماء، حيث تختلف محتويات الماء من الأملاح بحسب مصدر الماء مما يعكس خصائص البيرة في كل منطقة.

### مصدر النشا

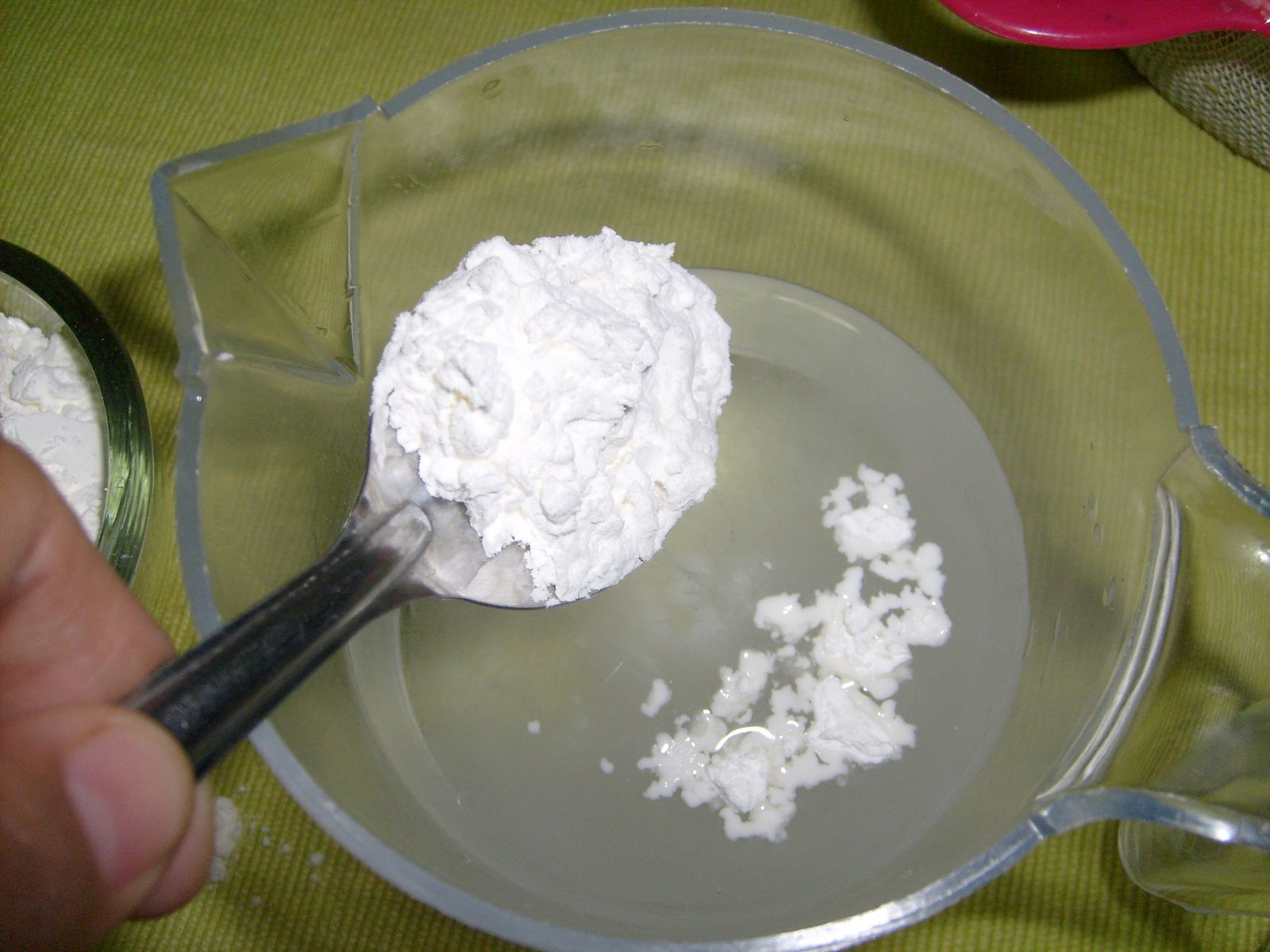
نشا يتم مزجه بالماء

مصدر النشا في الجِـعَة يكون المادة الرئيسية التي تتخمر لتعطي للجِـعَة طعمها وقوتها. المصدر الرئيسي للنشا عادة يكون حبوب الملت، حيث توضع حبوب الشعير في الماء لتتبرعم ثم توقف عملية النمو فجأة بالتجفيف، حيث تؤدي هذه العملية إلى إنتاج أنزيمات تحول النشا في حبوب الشعير إلى سكاكر قابلة للتخمير. تستخدم طرق ودرجات حرارة مختلفة للتجفيف من أجل إنتاج ألوان مختلفة للملت.

### الخميرة

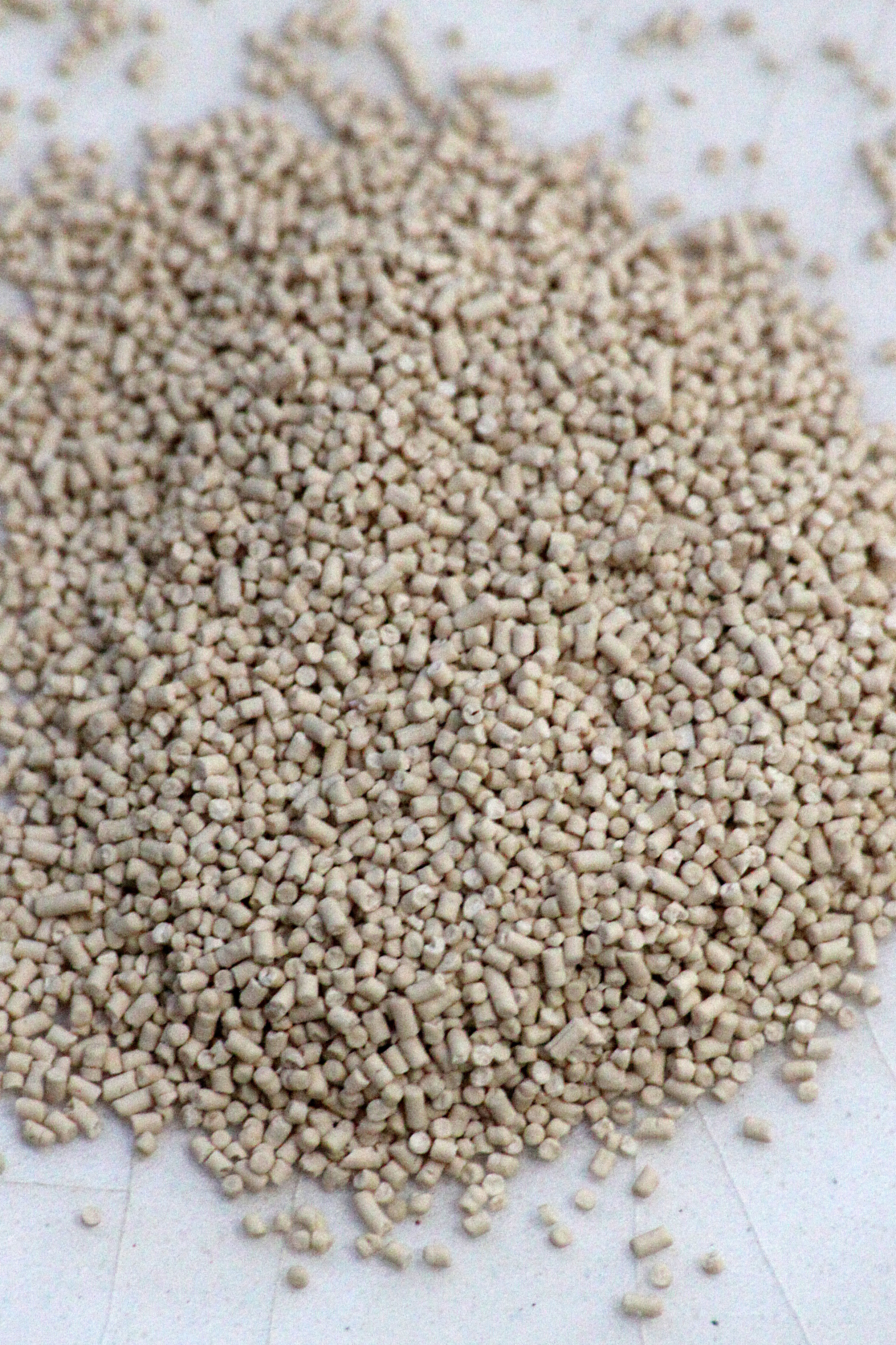
الخميرة الفورية

الخميرة هي ميكروب يقوم بعملية تخمير الجِـعَة، حيث تقوم الخمير بالتمثيل الغذائي للسكاكر الموجودة في الحبوب إلى كحول وثاني أكسيد الكربون، وبذلك يتحول عصير الشعير إلى جِـعَة.

## نسبة الكحول
تتراوح نسبة الكحول في الجِـعَة بين أقل من 3% إلى أكثر من 30%، حيث تختلف حسب شركة التصنيع ومن منطقة إلى أخرى حسب عادات الشرب. متوسط نسبة الكحول في معظم الأنواع هي بين 4 - 6%.

### الجِـعَة غير الكحولية
يطلق على الجِـعَة أنها خالية من الكحول إذا كانت تتضمن على نسبة صغيرة جدا من الكحول. وهذه النسبة من الإيثانول تقدر ما بين 0.02 % و 0.05 % حسب عمليات التصنيع. والأيثينول هو الاسم العلمي للكحول. ومعظم عصائر الفواكه تحتوي من خلال عملية التخمر بطبيعتها على نسب مشابهة من الكحول. بعض أنواع البيرة الخالية من الكحول هي:
- «كيرين الحرة (KIRIN FREE)» - شركة كيرين بروري.
- «أساهي نقطة صفر (Asahi POINT-ZERO)» - شركة بيرة أساهي.
- «سانتوري جيد صفر (Suntory FINE ZERO)» - سانتوري هولد.
- «سابورو سوبر واضح (SAPPORO SUPER CLEAR)» - سابورو للبي.

## التأثيرات الصحية
على اعتبار أن المكون الرئيسي للجِـعَة هو الكحول، فإن الاستهلاك المتوسط للكحول يزيد من مخاطر الإصابة بأمراض القلب، الجلطة، وتدهور القوى العقلية. بينما الاستهلاك الشديد للكحول قد يؤدي إلى الإدمان على الكحول، وأمراض تشمع الكبد الكحولي.

## المجتمع والثقافة

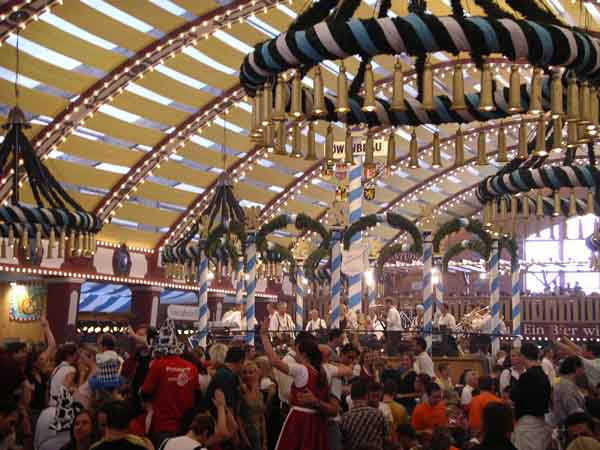
خيمة في أوكتوبرفست بمدينة ميونخ الألمانية — يعد أوكتوبرفست المهرجان الأكبر للجعة في العالم

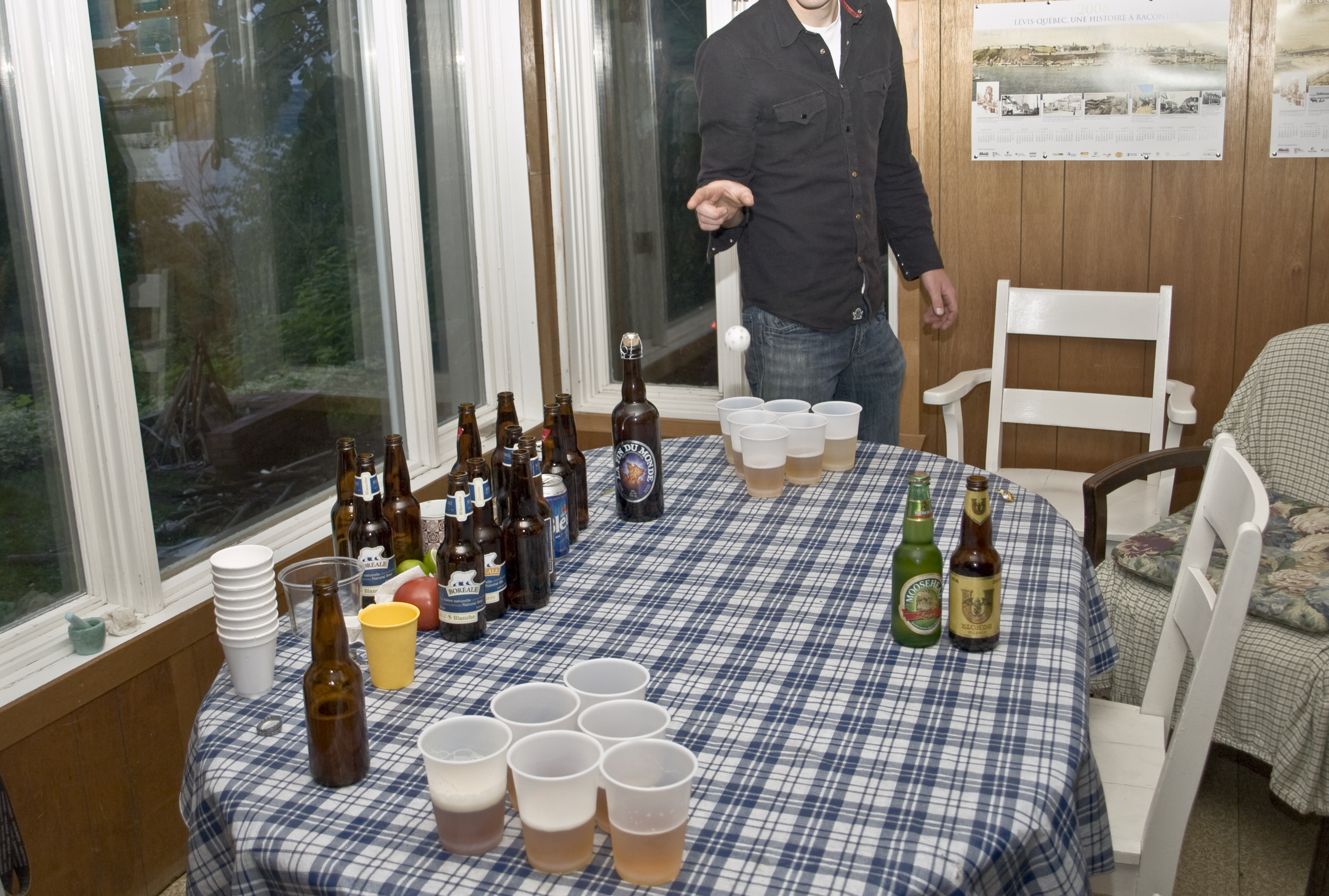
لعبة كرة طاولة الجعة

تعد الجعة في كثير من المجتمعات المشروب الكحولي الأكثر شعبية. ترتبط عدة تقاليد ونشاطات اجتماعية بشرب الجعة، مثل لعب الورق والسهام المريشة أو ألعاب الحانات الأخرى، كما ترتبط بحضور مهرجانات الجعة أو الانخراط في دراسة الجعة؛ ويمكن زيارة عدة حانات خلال اليوم الواحد أو زيارة مصانع الجعة أو القيام بسياحة مخصصة للجعة أو القيام بتقييم أنواع الجعة وعلاماتها التجارية حسب الجودة. كما تحظى ألعاب الشرب بشعبية كبيرة مثل لعبة كرة طاولة الجعة، وهي لعبة يقوم اللاعبون فيها برمي كرة طاولة بهدف إصابتها في كوب من الجعة يوضع على نهاية الطاولة المقابلة للاعب. ينقسم اللاعبون إلى فرق متنافسة، عادةً ما يتألف كل فريق من لاعبين اثنين أو أكثر لكل جانب وتوضع من ستة إلى عشر أكواب لتشكل مثلثاً على كل جانب من جوانب الطاولة. يحاول كل فريق إدخال أكبر عدد ممكن من الكرات في أكواب الخصم. في حال إصابة الكرة في أحد أكواب الخصم يقوم الفريق الآخر بشرب محتوى الكوب وتُزال من الطاولة. الفريق الفائز هو أول من يزيل جميع أكواب خصمه.
تعتبر الجعة من الميّسرات الاجتماعية في كثير من المجتمعات حول العالم وتستهلك الجعة في معظم دول العالم. وتوجد عدد من مصانع الجعة في بعض الدول الأفريقية، وفي عدة دول شرق أوسطية مثل سوريا ولبنان. تبلغ عائدات أرباح الجعة أربعة أضعاف مبيعات النبيذ، ما يجعل النبيذ ثاني أكثر مشروب كحولي استهلاكاً في العالم بعد الجعة.
كشفت دراسة نُشرت في دورية «علم الأدوية العصبية النفسية» عام 2013 عن تحريض نكهة الجعة وحدها لنشاط الدوبامين في الدماغ عند المشاركين من الذكور، ما دفعهم إلى شرب المزيد. خضع 49 رجلاً شارك في الدراسة لمسح بالتصوير مقطعي بالإصدار البوزيتروني، بينما رش جهاز خاضع للتحكم الحاسوبي كميات دقيقة من الجعة والماء والمشروب الرياضي على ألسنتهم. عمل مذاق الجعة على زيادة رغبة المشاركين في الشرب بصورة ملحوظة، بالمقارنة مع طعم المشروب الرياضي. أشارت نتائج الاختبار إلى أن نكهة الجعة أدت إلى إصدار للدوبامين رغم أن المحتوى الكحولي في الرذاذ لم يكن كافياً لجعل المشاركين ثملين.

## التركيب الكيميائي
تحوي الجعة على الحموض الفينولية الآتية: 4-هيدروكسي فينيل حمض الأسيتيك وحمض الفانيليك وحمض الكافئيك وحمض السيرنجيك p-حمض الكوماريك وحمض الفريوليك وحمض السنابيك. تظهر تجارب التحليل المائي القلوي وجود معظم الحموض الفينولية على شكل رابطة وقسم صغير فقط يمكن الكشف عنه كمركبات حرة.